# Franco Reitano
Franco Reitano (* 5. September 1942 in Fiumara; † 12. Juli 2012 in Mailand) war ein italienischer Musiker und Komponist.

## Leben
Reitano war mit seinen Brüdern Domenico und Mino in den 1960er Jahren als Franco Reitano and his Brothers aufgetreten. 1961 wurden sie für einige Auftritte im Hamburger „Night Club Tabu“ verpflichtet. Während vor allem Mino als Solist Erfolge hatte, blieb Franco mehr und mehr im Hintergrund. Er komponierte aber weiterhin und managte die Karriere seines Bruders. Gelegentlich schrieben die Geschwister auch für Film und Fernsehen.

## Filmografie (Auswahl)
- 1967: Blutiger Staub (20.000 dollari sul 7)
- 1969: 20.000 dollari sporchi di sangue
- 1971: Tara Pokì
- 1973: Fünf Rätsel zum Tod (Una vita lunga un giorno)
- 1978: Die Mondscheinkiller (Quattro minuti per quattro miliardi)